# Панчишин Дмитро Іванович
Дмитро Іванович Панчишин (нар. 23 листопада 1986) — український футбольний арбітр. У 2016 році розпочав обслуговувати футбольні матчі чемпіонату України у першій лізі. З 2018 року обслуговує футбольні матчі Прем'єр-ліги України.
Син футболіста і тренера Івана Панчишина.